# Tabanus shantungensis
Tabanus shantungensis är en tvåvingeart som beskrevs av Ouchi 1943. Tabanus shantungensis ingår i släktet Tabanus och familjen bromsar. Inga underarter finns listade i Catalogue of Life.